# 山西省立第九中学
山西省立第九中学是一所已不存在的中学。学校创建于1919年，是山西省隰县的第一座中学，亦是当时“西山八县”的唯一一所中学。 学校在李嵉龄等人的争取下定址隰县，使得隰县成为当时西山八县的文化中心。